# بروکه

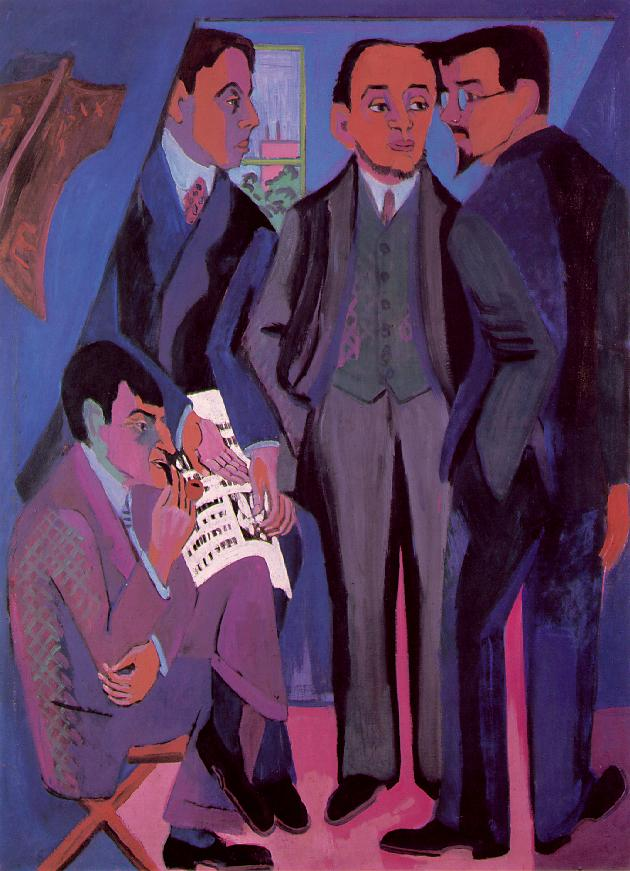
گروه هنری (۲۷–۱۹۲۶)، اثر اِرنِست لودویگ کریشنر. (از چپ به راست: اُتو مولر، ارنست لودویگ کریشنر، اِریک هِکِل، کارب اشمیت رودولف)

دی بروکه (به آلمانی: Die Brücke)، به معنی: پُل یا بروکه (Brücke) گروهی از نقاشان و چاپگران آلمانی بودند که از سال ۱۹۰۵ تا ۱۹۱۳ فعالیت می‌کردند و در این مدت نقشی محوری در گسترش اکسپرسیونیسم داشتند.
بنیان‌گذاران گروه چهار دانشجوی معماری در شهر درسدن با نام‌های کارل اشمیت روتلوف (که گروه را هم او نام‌گذاری کرد)، فریتز بلیل، اریک هِکِل و ارنست لودویگ کیرشنر بودند. دیگر هنرمندانی که در سال‌های بعد به گروه پیوستند امیل نولده، مکس پچشتاین، اُتو مولر، کونو آمیت از سوییس، آکسلی گالن کالِلا از فنلاند و فوویست هلندی کیز وَن دُنگِن بودند. این هنرمندان جوان فضای مشترک مطلوبی به وجود آوردند تا تکنیک‌هایشان را با هم تقسیم کنند و با یکدیگر نمایشگاه بگذارند.
بروکه گاهی با فوویسم مقایسه می‌شود. هر دو جنبش گرایش‌هایی به هنرهای بدوی دارند و هر دو به نمایش شدید هیجان با استفاده از رنگ‌های تند غیرطبیعی تمایل دارند.